# رمی ریو
رمی ریو (انگلیسی: Rémy Riou؛ زادهٔ ۶ اوت ۱۹۸۷) بازیکن فوتبال اهل فرانسه است.
از باشگاه‌هایی که در آن بازی کرده‌است می‌توان به باشگاه فوتبال المپیک لیون، باشگاه فوتبال اوسر، باشگاه فوتبال نانت، باشگاه فوتبال تولوز، و باشگاه فوتبال لوریان اشاره کرد.
وی همچنین در تیم ملی فوتبال زیر ۲۱ سال فرانسه بازی کرده‌است.